# Колесов, Владлен Серафимович

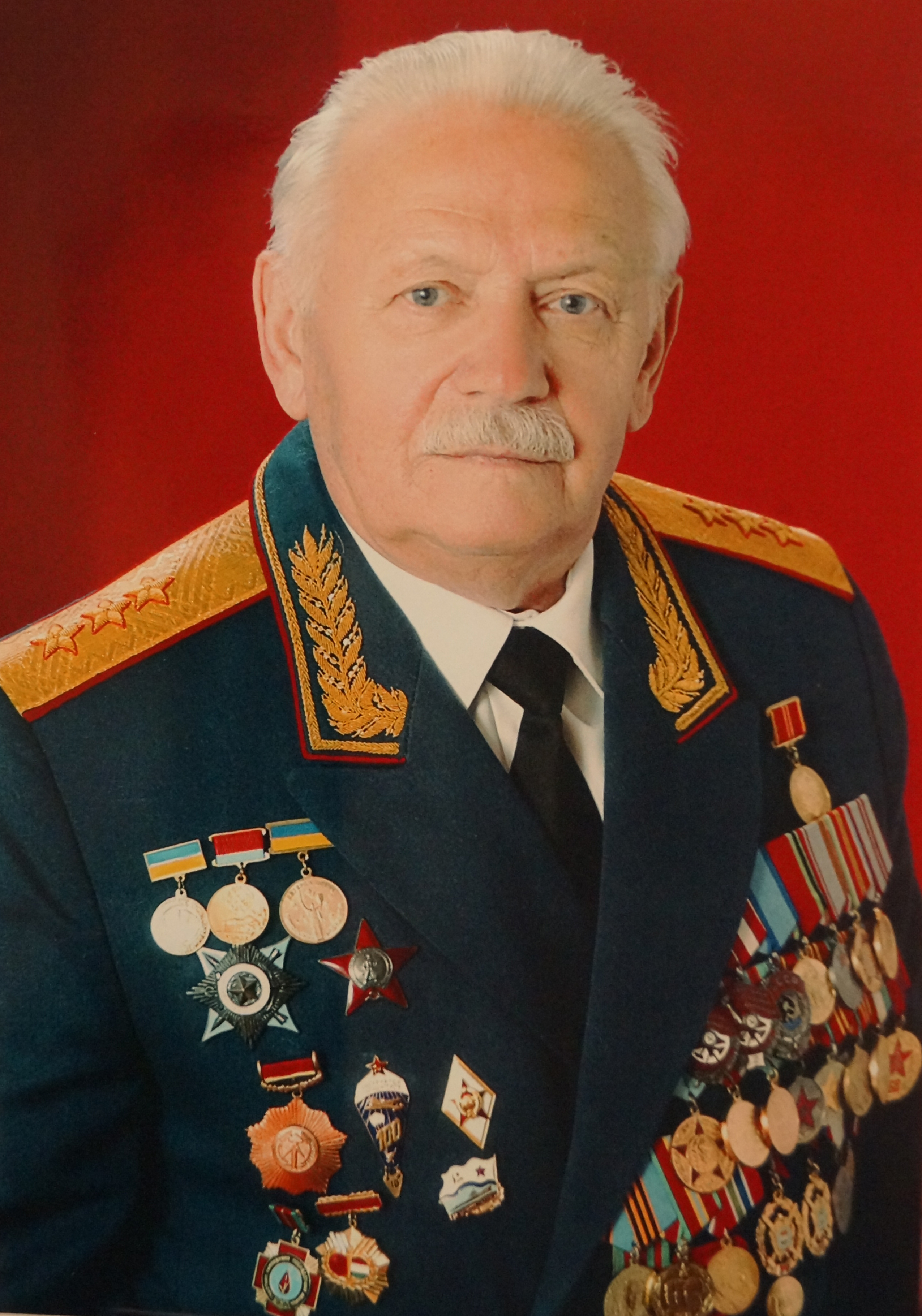
Генерал-полковник Колесов В.С.

Колесов Владлен Серафимович (26 ноября 1931 — 22 января 2012) — советский и российский военачальник. Начальник штаба-первый заместитель главнокомандующего войск Юго-Западного направления. Генерал-полковник.

## Биография
Родился в г. Киев в семье военнослужащего.
1943—1949 г. обучался в Сталинградском суворовском военном училище.

### Служба в армии
1949—1951 г. окончил Орджоникидзевское ВОКУ и направлен для прохождения службы в Группу Советских войск в Германии.
1951—1958 г. — командир пулемётного взвода. Лейтенант, старший лейтенант.
1958—1959 г. — командир стрелковой роты. Капитан.
1959—1960 г. — командир стрелковой роты. г. Черновцы, (Прикарпатский ВО). Капитан.
1960—1963 г. — слушатель Военной академии имени М. В. Фрунзе.
1963—1965 г. — командир парашютно-десантного батальона 357-го гв. парашютно-десантного полка 103-й гвардейской воздушно-десантной, пос. Боровуха (Белорусский военный округ). Гвардии майор.
1965—1967 г. — Начальник штаба—1-й заместитель командира 357-го гв. парашютно-десантного полка.
1967—1969 г. — командир 350-го гвардейского парашютно-десантного полка 103-й гв. вдд. Гвардии подполковник.
- 1968 год участие в Операции «Дунай».

В ночь с 20 на 21 августа 1968 года 350-й гв. пдп под командованием гв. подполковника Колесова высадился на аэродром Намешт в 32 километрах западнее Брно с задачей не допустить открытия государственной границы для натовских войск со стороны Австрии.
1969—1970 г. — заместитель командира 106-й гвардейской воздушно-десантной дивизии, г. Тула, (Московский ВО).
1970—1972 г. — слушатель Академии Генерального Штаба ВС СССР им К. Е. Ворошилова.

### На высших должностях
1972—1975 г. — командир 105-й гвардейской воздушно-десантной дивизии, г. Фергана (ТуркВО). Гвардии полковник, гвардии генерал-майор.
1975—1977 г. — командир 12-го армейского корпуса, г. Краснодар (СКВО)
1977—1979 г. — командующий, председатель военного совета 38-й армии г. Ивано-Франковск, (ПрикВО).
1979—1984 г. — начальник штаба-первый заместитель командующего, член военного совета ЮГВ, г. Будапешт. Генерал-лейтенант.
1984—1992 г. — начальник штаба-первый заместитель главнокомандующего войск Юго-Западного направления, г. Кишинёв. Генерал-полковник.
Делегат 25-го съезда КПСС.
Депутат Верховного Совета Молдавской ССР (а затем Парламента Республики Молдова, до 30 июля 1992).
Участник ликвидации последствий аварии на Чернобыльской АЭС.
В 1992 году уволен из рядов ВС.

### В отставке
Жил и работал в Киеве.
1996—2006 г. — преподаватель кафедры стратегии Военной Академии ВС Украины. г. Киев.
Умер генерал-полковник Колесов В. С. 22 января 2012 года. Похоронен в Киеве.

## Награды
- Орден Красного Знамени (1968 год)
- Орден Красного Знамени (1969 год)
- Орден «За службу Родине в Вооружённых Силах СССР» 3-й степени (1975 год)
- Орден Красной Звезды (1981)
- Орден Красной Звезды (1984)
- Орден Трудового Красного Знамени (1986)
- Юбилейная медаль «Двадцать лет Победы в Великой Отечественной войне 1941—1945 гг.»
- Юбилейная медаль «300 лет Российскому флоту»
- Медаль «Ветеран Вооружённых Сил СССР»
- Юбилейная медаль «50 лет Вооружённых Сил СССР»
- Юбилейная медаль «60 лет Вооружённых Сил СССР»[4]
- Юбилейная медаль «70 лет Вооружённых Сил СССР»[5]
- Медаль «За безупречную службу» I степени
- Медаль «За безупречную службу» II степени
- Медаль «За безупречную службу» III степени
- Медаль «За ратную доблесть» и др. медали
- 2 иностранных ордена
- Почётная грамота Президиума Верховного Совета Украинской ССР (1986)

## Семья
- Отец — Колесов Серафим Викторович
- Мать — Колесова Надежда Васильевна
- Жена — Колесова Эльвира Всеволодовна
- дочь — Колесова(Касперова) Елена Владленовна
- Сын — Колесов Андрей Владленович
- Брат — Колесов Юрий Серафимович